# 쿠티 윌리엄스
쿠티 윌리엄스(Cootie Williams, 1911년 7월 10일 ~ 1985년 9월 15일)는 미국의 재즈, 점프 블루스, 리듬 앤 블루스 트럼펫 연주자였다.

## 생애
앨라배마주 모빌에서 태어난 윌리엄스는 색소폰 연주자 레스터 영을 포함한 젊은 가족 밴드와 함께 14살의 나이에 프로 선수 생활을 시작했다. 윌리엄스에 따르면, 그의 아버지가 그를 밴드 콘서트에 데려갔을 때 그는 소년으로써 그의 별명을 얻었다. 일이 끝나자 아버지는 그에게 무슨 소식을 들었는지 물었고 그는 "쿠티, 쿠티, 쿠티."라고 대답했다.
1928년, 그는 뉴욕에서 피아니스트 제임스 P. 존슨과 함께 첫 음반을 만들었고, 그곳에서 그는 칙 웹과 플래처 헨더슨의 밴드에서 잠시 일했다. 그는 1929년부터 1940년까지 그가 처음 공연했던 코튼 클럽에서 밴드가 연주하고 있을 때, 듀크 엘링턴의 오케스트라 단원으로 유명해졌다. 그는 또한 이 시기에 프리랜서와 다른 엘링턴 사이드 맨과 함께 자신의 세션을 녹음했다.